# Ліпіцанер
Ліпіцанер (словен. Lipicanec, італ. Lipizzano, нім. Lipizzaner) — компактний, мускулистий кінь, як правило, пов'язаний з Іспанською школою верхової їзди. Порода сходить до 16 століття, коли вона була розроблена за підтримки династії Габсбургів. Порода отримала свою назву від одного з найбільш ранніх конезаводів, розташованих у селі Липиця, Словенія. Найбільш ранні попередники ліпіцанерів виникли у 7 столітті, коли берберські коні були введені в Іспанію маврами. В результаті були виведені Андалузькі коні та інші іберійські кінні породи.

## Морфологія
Більшість ліпіцанерів висотою від 147 до 157 см. Тим не менш, коні, які знаходяться ближче до оригінальних порід вказаних вище, наближаються до 165 см. Ліпіцанери мають довгу голову з прямим або злегка опуклим профілем. Щелепа глибока, вуха невеликі, очі великі й виразні, ніздрі розкльошені. Шия міцна, але опукла і холка низька, м'язиста і широка. Це є бароковий тип коней, з широкими, глибокими грудьми, широким крупом і м'язистими плечима. Хвіст тримається високо і добре постановлений. Ноги м'язисті та сильні, з широкими суглобами і чітко визначеними сухожиллями. Ступні, як правило, невеликі, але жорсткі.
Ліпіцанери, як правило, сягають зрілості повільно, але вони живуть і діють довше, ніж багато інших порід і добре виконують складні вправи верхової їзди в свої 20 чи 30 років.
Більшість ліпіцанерів сірі. Як і всі сірі коні, вони мають чорну шкіру, темні очі, і, у дорослому віці, біле волосся хутра. Але в невеликій популяції породи, коли колір був навмисно обраний як бажана функція зовнішній вигляд може бути білим, сіро-чорним, коричнювато-сірим.

## Характер
Ліпіцанери мають легкий характер, демонструють урівноважений темперамент і велику здатність до концентрації.

## Галерея

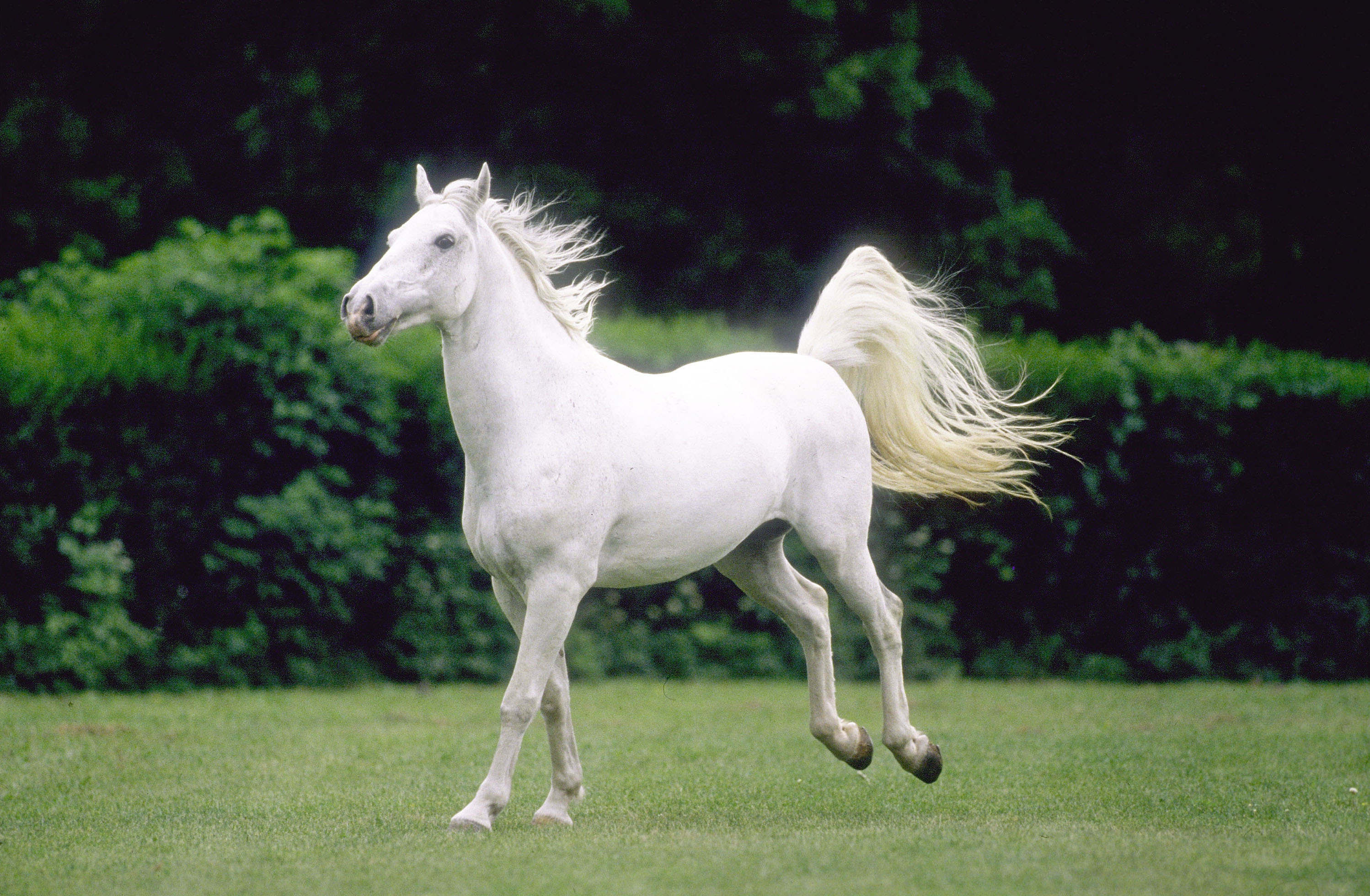
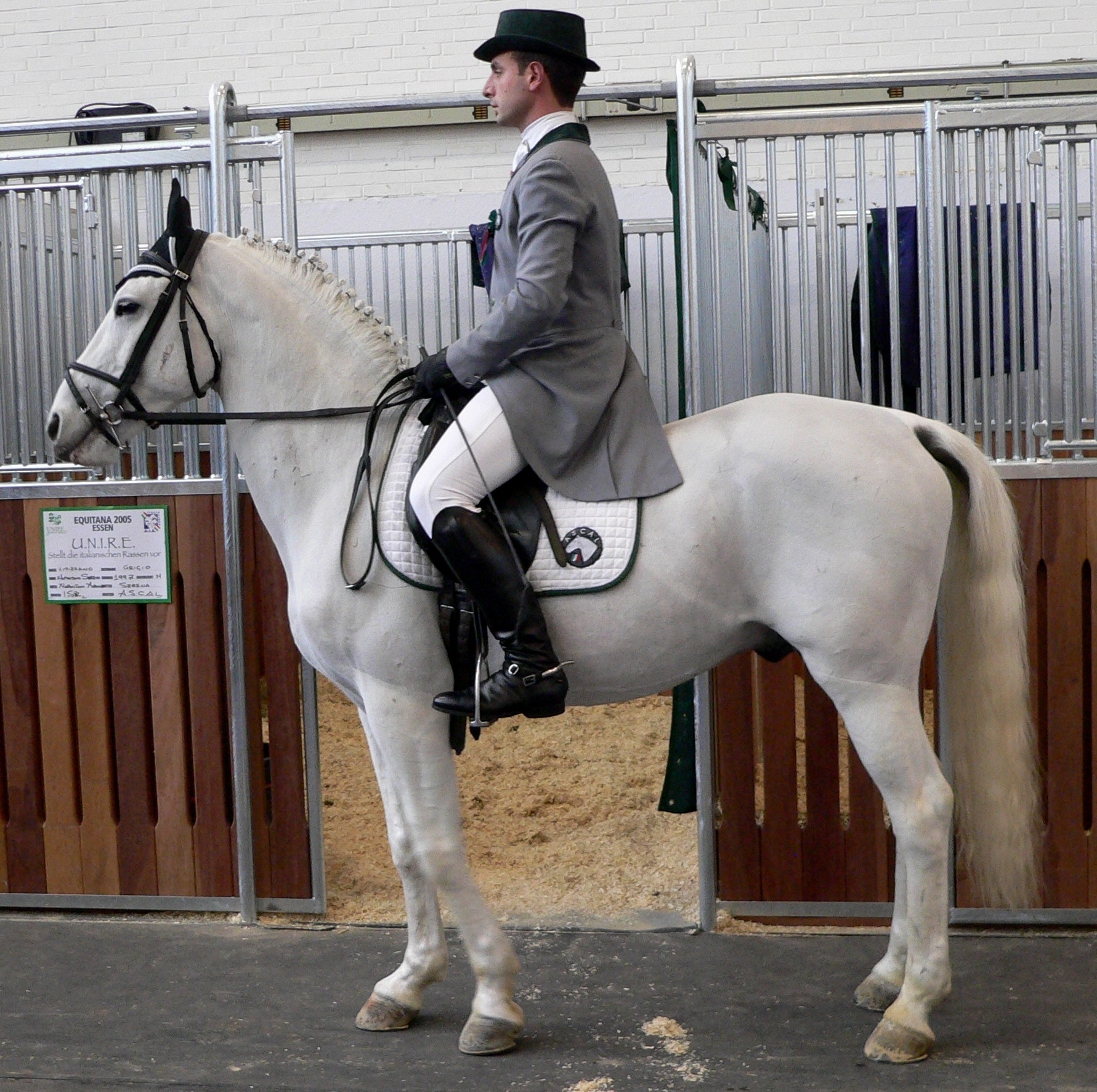
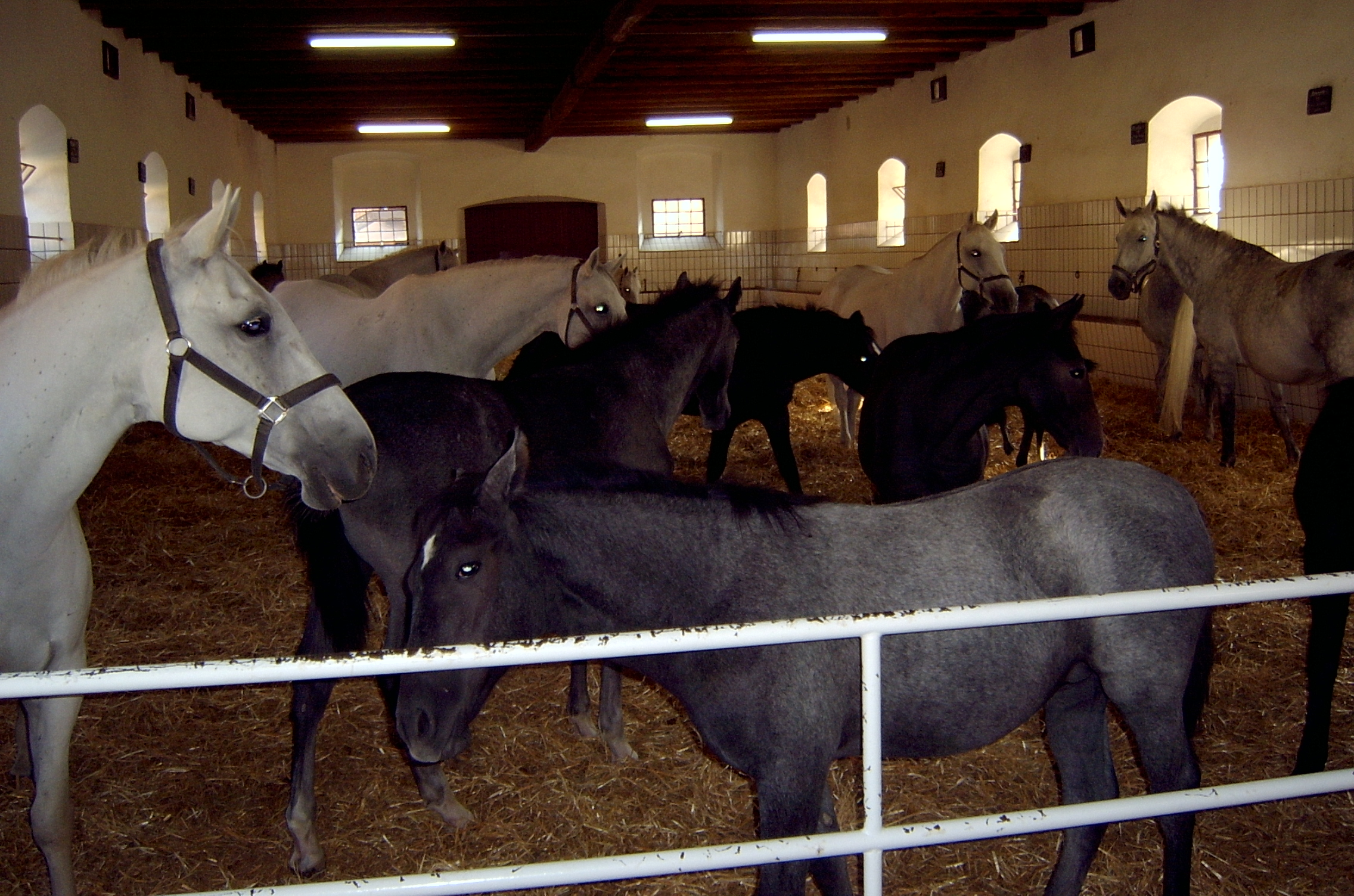
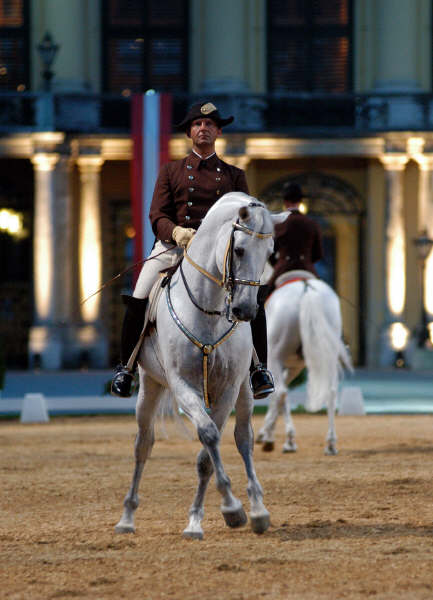
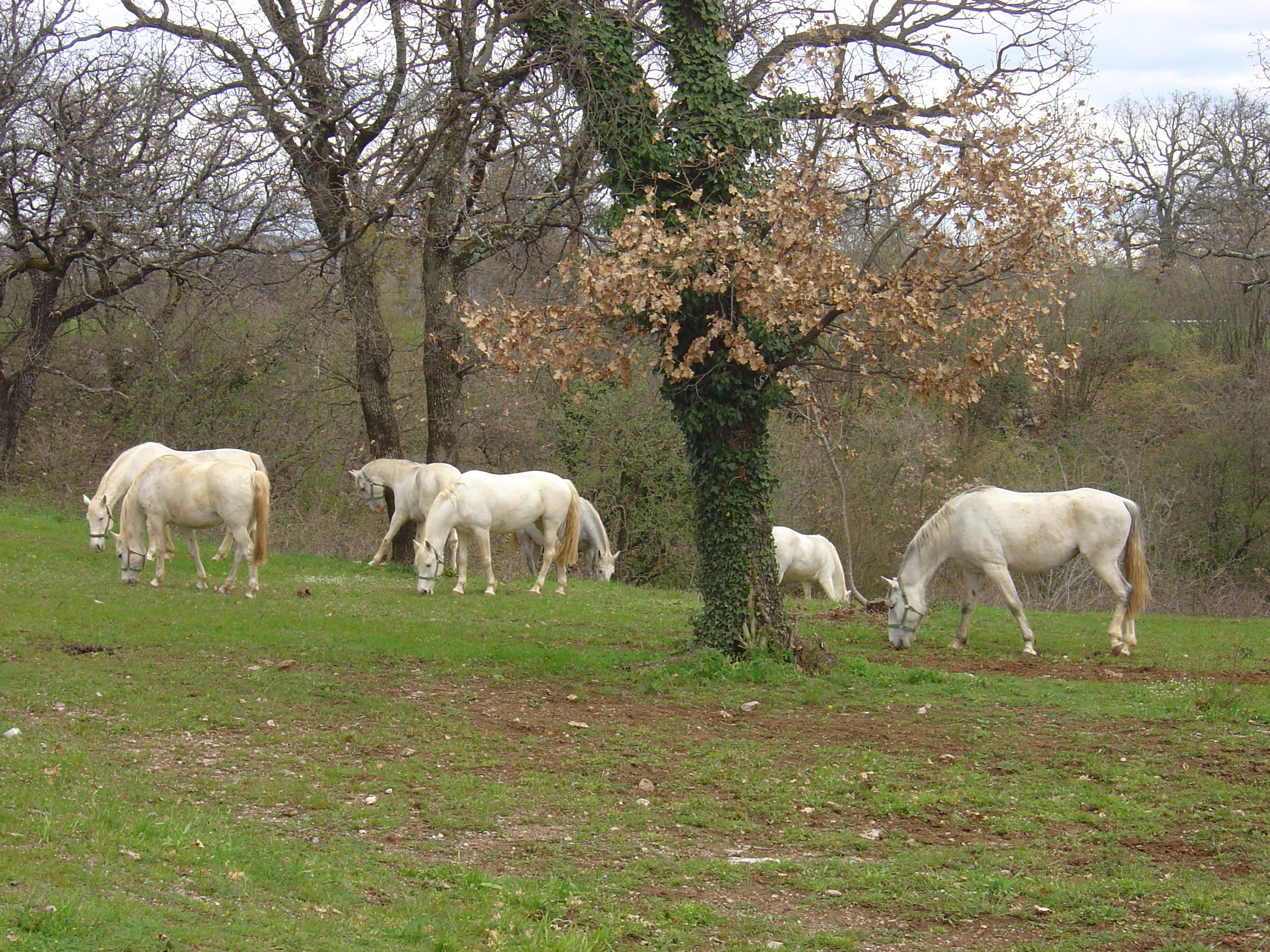
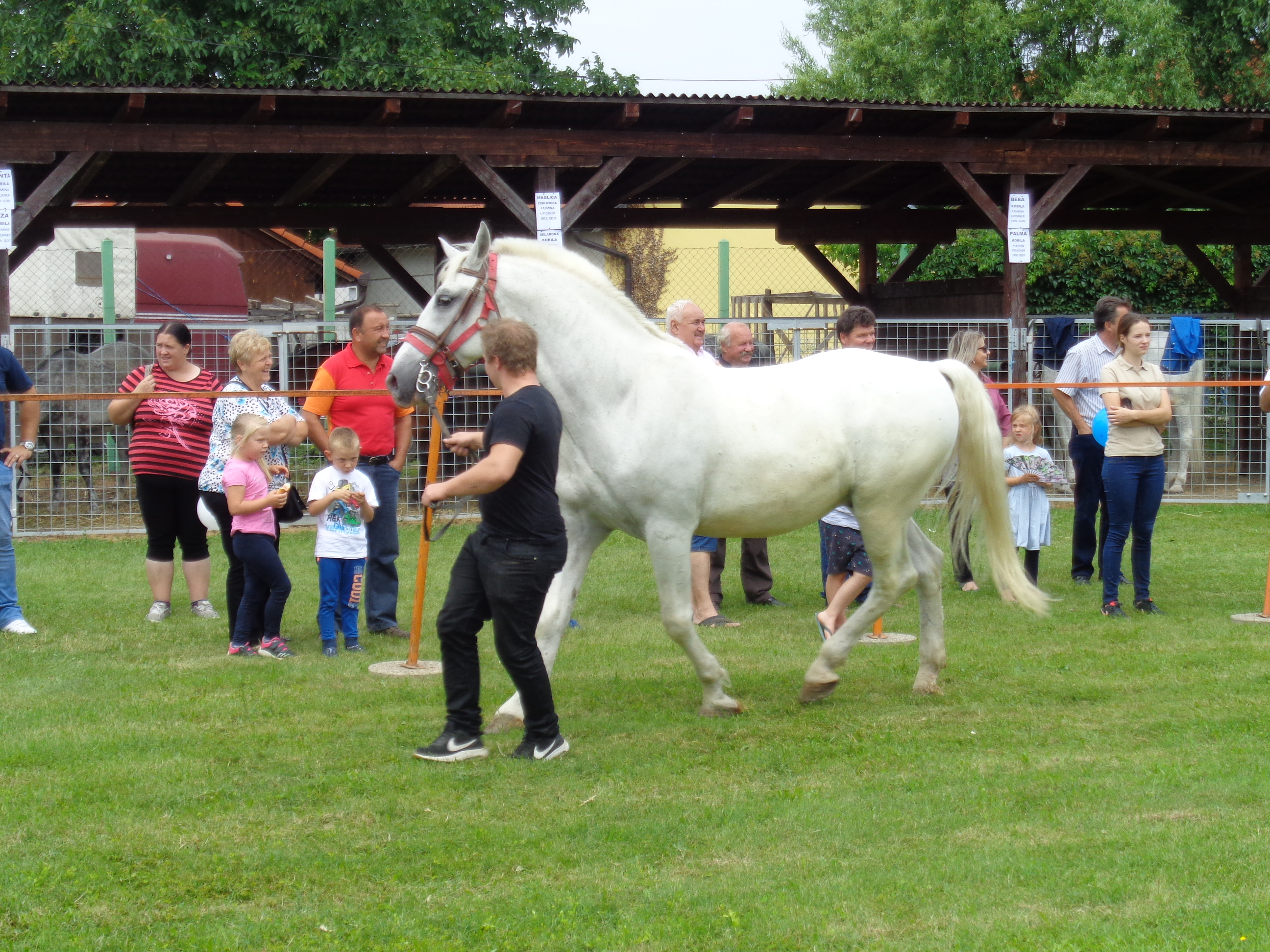